# Барк, Пётр Львович
Пётр Льво́вич (Лю́двигович) Барк (англ. Sir Peter Bark; 6 (18) апреля 1869, село Новотроицкое Александровского уезда Екатеринославской губернии — 16 января 1937, м. Обань, близ Марселя) — российский государственный деятель, видный государственный банкир, управляющий Министерством финансов (с 30 января 1914 года), тайный советник (с 1 января 1915 года), член Государственного Совета (с 29 декабря 1915 года), последний министр финансов Российской империи (с 6 мая 1914 по 28 февраля 1917 года).
В 1935 году получил титул баронета Британской империи.

## Семья
Православный, выходец из дворян Лифляндской губернии. Отец — Людвиг Генрихович Барк (1835—1882), управляющий Великоанадольским лесничеством. Мать — Юлия Петровна Тимченко (1849—1931). Жена — баронесса Софья Леопольдовна фон Бер (1867—1957). Дети — Нина (1900—1975), замужем за Н. Д. Семеновым-Тян-Шанским, Георгий (1904—1936, его раннюю смерть П. Л. Барк пережил очень тяжело и вскоре скончался).

## Образование и карьера
В 1887 году окончил гимназический курс в училище при лютеранской церкви св. Анны в Петербурге.
В 1891 году окончил юридический факультет Санкт-Петербургского университета,
С 1892 года состоял на службе помощником столоначальника в Особенной канцелярии по кредитной части Министерства финансов, направлялся по делам службы в Берлин, Лондон и Амстердам. В 1892—1893 годах неоднократно стажировался в Германии, Франции, Голландии и Англии.
В августе 1894 года перевёлся на службу в Государственный банк, где начинал работать на должности младшего столоначальника. В следующем году стал секретарём управляющего. В течение шести месяцев изучал в Берлине банковское дело, стажируясь в известном берлинском банкирском доме Мендельсонов.
С ноября 1897 по февраль 1905 года служил одним из директоров Петербургской конторы Государственного банка, возглавляя отделение заграничных операций. Тем временем, разработанная Сергеем Юльевичем Витте программа российской экономической экспансии на Среднем и Дальнем Востоке, реализация которой началась на рубеже веков, потребовала дельных и профессиональных исполнителей. Считавшийся как раз таковым Барк в феврале 1898 года получил новое назначение и стал председателем правления Учётно-ссудного банка в Персии, а через год вошёл в правление Русско-китайского банка (оба банка были негласными филиалами российского Государственного банка). В 1901 году Барк также был избран товарищем председателя только что образованного фондового отдела Петербургской биржи, а ещё через год стал директором правления общества Энзели-Тегеранской железной дороги и персидского страхового и транспортного обществ.
В феврале 1905 года Барк возглавил Санкт-Петербургскую контору Государственного банка, а год спустя стал товарищем управляющего банком Сергея Ивановича Тимашева. Толковый и компетентный чиновник, Барк рассматривался в финансовом ведомстве как вероятный кандидат на место Тимашева, но именно реальная вероятность этого назначения и заставила его  подать в отставку из министерства финансов. Настолько масштабная руководящая должность на тот момент не входила в планы и была не совсем в характере Барка. Он предпочёл заняться коммерцией и уйти на более спокойное место, в Министерство внутренних дел, где был назначен действительным членом попечительского совета приюта Петра Ольденбургского.

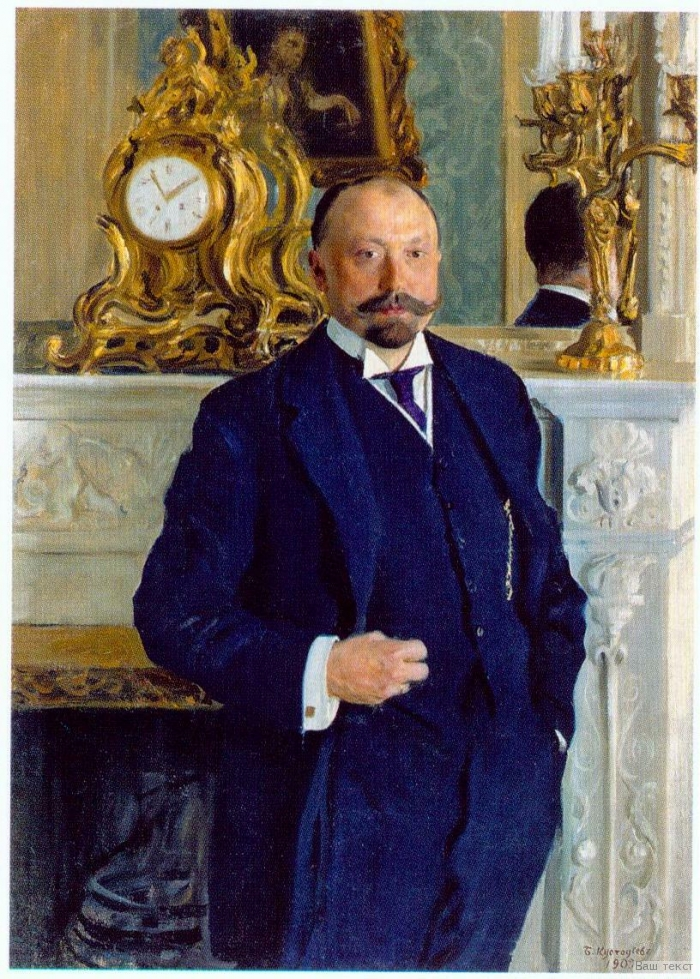
портрет работы Б.Кустодиева, 1909

В период с 1907 по 1911 году был в отставке с госслужбы и работал директором-распорядителем и членом правления Волжско-Камского коммерческого банка.

## Служба в правительстве
С 10 августа 1911 года, по инициативе председателя Совета министров П. А. Столыпина, Барк был произведён в действительные статские советники и назначен товарищем министра торговли и промышленности С. И. Тимашева. По словам бывшего в то время министром финансов В. Н. Коковцова, это назначение имело своей целью «приручить» Барка и подготовить в его лице «более сговорчивого», чем Коковцов, министра финансов.
Трагическая гибель Столыпина 1 сентября 1911 года в Киеве отсрочила, но вовсе не отменила эти далеко идущие планы. Барк по характеру своему был человек «нетерпимый, заносчивый и недружелюбный», не пользовался ни доверием, ни благосклонностью самого Тимашева, не был он также и популярен у окружающих. По общему мнению коллег ещё по министерству торговли и промышленности, Барк являлся «величиной, безусловно, отрицательной» и отталкивающей. Тем не менее, 30 января 1914 года он был назначен на место управляющего Министерством финансов, а три месяца спустя, 6 мая того же года занял одновременно пост министра финансов и шефа Отдельного корпуса пограничной стражи.

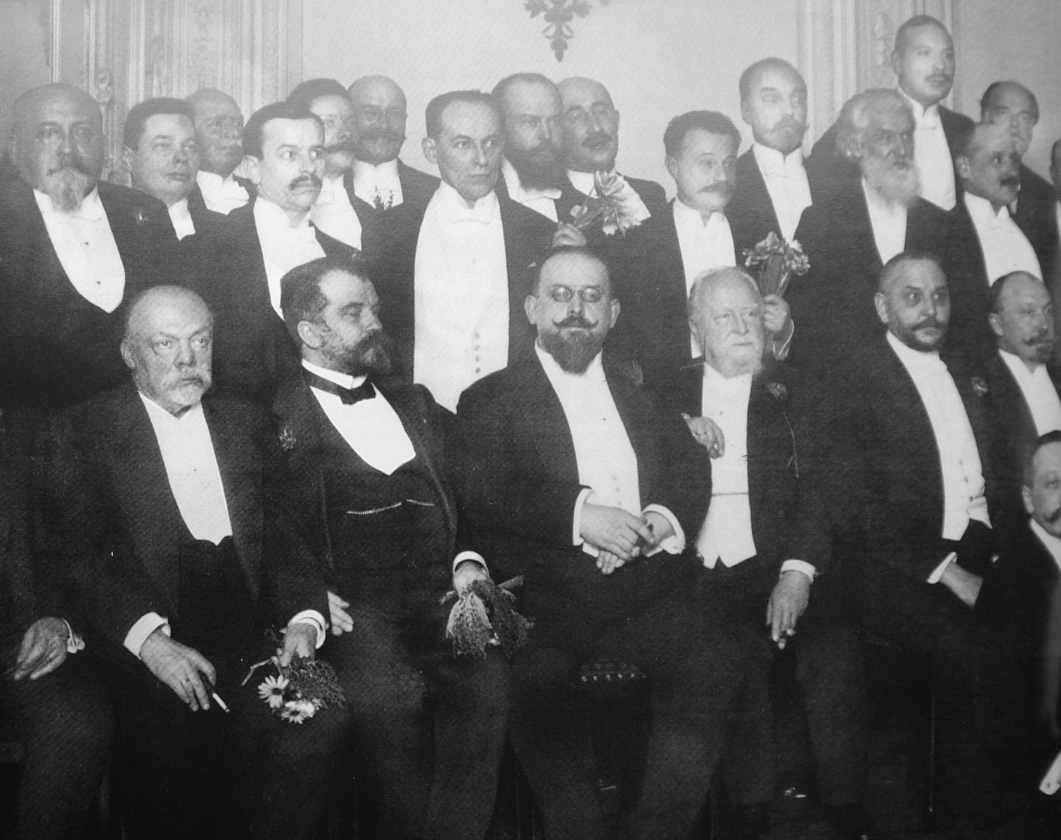
Чествование Петра Барка в министерстве финансов (1914 год)

Назначение Петра Барка случилось буквально накануне начала войны с Германией. Выбор Николая II можно объяснить отчасти стремлением императора укрепить бюджет и желанием реформировать финансовую систему, построенную, отчасти, на винной монополии . Ещё до назначения на пост управляющего министерством, 26 января 1914 года, Барк на Высочайшей аудиенции представил царю свою финансовую программу, весьма неординарную. Он категорически заявил: «Нельзя строить благополучие казны на продаже водки… Необходимо ввести подоходный налог и принять все меры для сокращения потребления водки». Спустя полгода по его инициативе законом от 16 сентября 1914 года торговля водкой на время войны была прекращена. И хотя программа Барка, помимо отмены винной монополии и введения подоходного налога, включала также и расширение эмиссионного права Государственного банка и предоставление ему некоторой самостоятельности в рамках Министерства финансов, она всё же вызвала резкое противодействие Государственной думы.
Введение «сухого закона» имело неоднозначные последствия. С одной стороны, правительству удалось сократить потребление алкоголя до 0,2 литров на душу населения, повысить производительность труда и снизить количество прогулов. Однако, для покрытия «бюджетной дыры» были повышены акцизы на ряд других товаров повседневного спроса. При этом государству пришлось выплачивать компенсации владельцам ликёро-водочных, винных и пивных заводов и оставить без работы людей, занимавшихся производством и продажей спиртных напитков. Начало процветать тайное самогоноварение, потребление суррогатов, отравление ими, нарушение закона отдельными винозаводчиками, однако эти негативные явления были по масштабам несравнимо меньше позитивных сдвигов и не могли омрачить общей оптимистичной картины.
1 января 1915 года Барк получил чин тайного советника, к тому моменту он состоял в масонской ложе. В августе этого же года подписал совместно с другими министрами письмо Николаю II о «коренном разномыслии» с Иваном Горемыкиным и невозможности работать с ним. Финансирование военных расходов он осуществлял за счёт денежной эмиссии, внешних и внутренних займов, при этом тесно контактируя с руководителями финансовых ведомств стран Антанты. Был противником попыток начать расследование вопроса о национальной принадлежности капиталов российских коммерческих банков. Член Государственного совета с декабря 1915 и по февраль 1917 года с оставлением в должности министра финансов.
Позиция Барка по большинству финансовых и политических вопросов встречала противодействие как политических, так и придворных кругов. Всё это, однако, не помешало Петру Барку остаться на своём посту в период «министерской чехарды», несмотря даже на то, что в «борьбе» за его скорейшее смещение принимали живейшее участие такие влиятельные политические фигуры, как министр внутренних дел Алексей Хвостов, председатель Совета министров Борис Штюрмер, а также Алексей Путилов и Александр Вышнеградский. Кроме того, по некоторым сообщениям, против него пытался интриговать имевший влияние на императрицу и входивший в окружение Распутина князь Михаил Андроников. По собственному признанию Барка, весь секрет его устойчивости заключался исключительно в тактике лавирования: «Мне постоянно приходилось идти на компромисс и маневрировать между сталкивающимися течениями». Именно за это своё качество он и получил прозвище «непотопляемый Барк». Так ему удалось продержаться на своём месте вплоть до Февральской революции.

## Революция и гражданская война
В период Февральской революции был под арестом с 1 по 5 марта (его арестовал собственный лакей, которому он в 1915 году не смог помочь избежать отправки на фронт), ордер на арест подписал А. Ф. Керенский, который пояснил, что «Комитет общественного спасения» счёл неудобным идти против волеизъявлений восставшего народа». После освобождения Пётр Барк вместе с семьёй уехал в Крым.
Во время красного террора в Крыму находился в Керчи, где эксцессов зимой 1917-1918 года почти не было. "В городе жил бывший министр финансов Барк, которого многие знали. И хотя он был министр “царского правительства”, однако его не тронули".
В период Гражданской войны использовал свои прежние министерские связи для финансирования Белого движения.

## Эмиграция
С 1920 года в эмиграции в Англии. Жил в Лондоне, где высшие финансовые круги привлекли его к работе в качестве эксперта и советника. Имел в этом качестве вес и постепенно приобрёл большой авторитет в правительственных кругах. Одновременно Барк руководил лондонским отделением Объединения деятелей русских финансовых ведомств. Автор воспоминаний, посмертно опубликованных в журнале «Возрождение».
Один из учредителей Союза Ревнителей Памяти Императора Николая II.
В Лондоне состоял советником управляющего Банком Англии (по делам стран Восточной Европы). Занимал руководящие посты в образованных под эгидой Банка Англии Англо-Австрийском, Англо-Чехословацком, Хорватском, Британском и Венгерском банках и в Банке стран Центральной Европы. Представлял директора Банка Англии в американском National City Bank.
В 1929 году награждён английским орденом, примерным образом вёл финансовые и имущественные дела эмигрировавших членов российского императорского дома, за что и был возведён в рыцарское достоинство королём Англии. В 1935 году Пётр Барк принял английское подданство и получил титул баронета.
Пётр Людвигович Барк скончался 16 января 1937 года. Похоронен на русском кладбище в Ницце.

## Из воспоминаний современников
- Гурко, Владимир Иосифович: «Смелый финансист»[7].
- Путилов, А. С.: «Беспечный и мало вникавший в дело… Скоропалительный и сам не лишённый склонности парадировать перед иностранцами»[8].
- Яхонтов, Аркадий Николаевич: «Министр финансов Петр Львович Барк, всегда ровный, спокойный и симпатичный, держал себя весьма сановито, говорил убедительно и уверенно. В прениях Совета министров принимал живое участие. Когда беседа сосредотачивалась на крупных вопросах принципиального свойства, он выступал нередко с большим подъёмом и настойчиво защищал ту точку зрения, которую почитал правильною. Но резкостей и обострений он избегал, предпочитая воздействовать благожелательностью и примирительными предложениями… В разрешении расходов П. Л. Барк высказывал несомненную широту, особенно на нужды обороны, на культурные вопросы и на производительные мероприятия в экономической области»[9].
- А. К. Бенкендорф, русский посол в Лондоне. «Барк справился здесь превосходно и достиг совершенно фантастических результатов. Очень жаль, что его положение в России не очень прочно и что смотрят на него несколько свысока. Здесь он произвёл впечатление первоклассного финансиста, человека рассудительного, твёрдого, уравновешенного, и без слепого упрямства, — одним словом, много выше Коковцова»[2].

## Награды
- Орден Святого Станислава 2-й степени (18.04.1899)
- Орден Святой Анны 2-й степени (14.04.1902)
- Орден Святого Владимира 4-й степени (28.03.1904)
- Орден Святого Станислава 1-й степени (14.04.1913)
- Орден Святой Анны 1-й степени (22.03.1915)

Иностранные:
- Китайский орден Двойного Дракона 2-й степени 2-го класса (1902)
- Персидский орден Льва и Солнца 1-й степени (1903)
- Болгарский орден За гражданские заслуги 2-й степени (1904)
- Французский орден Почётного легиона, большой крест (1915)

## Сочинения
- Барк П. Л. Воспоминания // Возрождение. — 1965—1967. — № 157—184.
- Барк П. Л. Воспоминания последнего министра финансов Российской Империи 1914—1917: В 2 т. — М.: Кучково поле, 2017. — 1048 c. — ISBN 978-5-9950-0656-5